# Manuel Vilerio
Manuel Vilerio Rodriguez (* 17. Februar 1967 in Gibraltar) ist ein gibraltarischer Dartspieler.

## Karriere
Vilerio begann 2003 mit dem Dartsport. Von Beginn an spielte er lokale Turniere und sammelte wenige Jahre später bereits Erfahrungen bei der PDC, ohne jedoch größere Erfolge einzufahren. 2011 nahm er erfolglos am World Masters teil, ebenso 2016 am WDF Europe Cup und 2017 am WDF World Cup. 2016 und 2017 versuchte Vilerio, sich in der Q-School eine Tourkarte zu erspielen, was ihm nicht gelang.
Über den „Host Nation Qualifier“, ein Qualifikationsturnier für European-Tour-Turniere für Spieler des Gastgeberlandes, nahm er vier Mal an der Gibraltar Darts Trophy teil, kam dabei jedoch nie über die erste Runde hinaus. 2013 scheiterte er an Dave Chisnall, 2014 an Dean Winstanley, 2015 an Brian Woods und 2017 an Darren Johnson. 2015 trat er gemeinsam mit seinem Landsmann Dyson Parody beim World Cup of Darts an. Nach einem Sieg über Italien erreichten sie das Achtelfinale, in dem das Duo dann Australien unterlag.
Zuletzt trat Manuel Vilerio bei der Gibraltar Darts Trophy 2022 in Erscheinung, hatte allerdings zum fünften Mal in Runde eins das Nachsehen, diesmal gegen Jason Lowe.

## Erfolge

### PDC
- Gibraltar Darts Trophy: 1. Runde 2013–2015, 2017 und 2022
- World Cup of Darts: Achtelfinale 2015